# El baile de la Victoria
El baile de la Victoria é um filme de drama de 2009 dirigido e escrito por Fernando Trueba. Foi selecionado como representante da Espanha à edição do Oscar 2010, organizada pela Academia de Artes e Ciências Cinematográficas.

## Elenco
- Ricardo Darín - Vergara Grey
- Abel Ayala - Ángel Santiago
- Miranda Bodenhöfer - Victoria Ponce
- Ariadna Gil - Teresa Capriatti
- Julio Jung - Santoro